# Amt Nieheim
Das Amt Nieheim war ein bis 1969 bestehendes Amt im ostwestfälischen Kreis Höxter in Nordrhein-Westfalen. Seine Vorgänger waren die Richterei Nieheim sowie der Kanton Nieheim.

## Geographie
Das Amt Nieheim lag im Nordwesten des Kreises Höxter. An das Amt grenzten im Uhrzeigersinn beginnend im Norden die Ämter Steinheim, Vörden, Brakel und Driburg (Kreis Höxter) sowie die Gemeinde Grevenhagen, die eine Exklave des Kreises Detmold bildete.

## Vorgeschichte

### Die Richterei Nieheim
Die Richterei Nieheim war bis zu den Napoleonischen Kriegen eine Verwaltungseinheit im Hochstift Paderborn. Sie umfasste die Stadt Nieheim sowie die Orte Erwitzen, Holzhausen, Merlsheim, Oeynhausen, Pömbsen und Schönenberg. Richtereien im Hochstift Paderborn waren kleineren Ämtern vergleichbar und sowohl für die Rechtsprechung als auch die allgemeine Verwaltung zuständig.

### Der Kanton Nieheim
Nachdem das Gebiet des Hochstifts 1807 an das Königreich Westphalen gefallen war, wurden neue Verwaltungsstrukturen nach französischem Vorbild geschaffen; meistens ohne Berücksichtigung historischer Gebietsgrenzen. Zum Kanton Nieheim wurden die Stadt Nieheim sowie die Gemeinden Entrup, Erwitzen, Eversen, Himmighausen, Holzhausen, Merlsheim, Oeynhausen, Schönenberg und Sommersell zusammengefasst.
Im Jahre 1810 hatte der Kanton Nieheim 3632 Einwohner. Der Kanton lagen im Distrikt Höxter des Departements der Fulda des Königreichs und fiel 1813 an Preußen. 1816 wurde der Kanton dem neuen Kreis Brakel zugeschlagen und bestanden in diesem als Verwaltungsbezirk fort. Der gesamte Kreis Brakel mitsamt dem Verwaltungsbezirk Nieheim wurde 1832 in den Kreis Höxter eingegliedert. Die Stadt Nieheim erhielt 1836 die preußische revidierte Städteordnung und bildete seitdem einen eigenen Verwaltungsbezirk.

## Amt Nieheim
Im Rahmen der Einführung der westfälischen Landgemeinde-Ordnung von 1841 wurden aus den unterhalb der Kreisebene bestehenden Verwaltungsbezirken, sofern es sich nicht um Städte gemäß der revidierten Städteordnung handelte, Ämter gebildet. Im Kreis Höxter wurde dadurch aus dem Verwaltungsbezirk Nieheim das Amt Nieheim. Zum Amt gehörten bis auf die Stadt Nieheim die Gemeinden des Kantons Nieheim. Das Amt wurde von Anfang an in Personalunion mit dem benachbarten Amt Steinheim verwaltet und in der Folgezeit stets als ein gemeinsames Amt Nieheim-Steinheim angesehen.
1936 verlor die Stadt Nieheim ihre Amtsfreiheit und trat dem Amt Nieheim bei. Das nun wieder als einzelnes Amt angesehene Amt Nieheim gliederte sich seitdem in die zehn Gemeinden Entrup, Erwitzen, Eversen, Himmighausen, Holzhausen, Merlsheim, Nieheim, Oeynhausen, Schönenberg und Sommersell, von denen Nieheim das Stadtrecht besaß und auch Verwaltungssitz war.
Die Gemeinden des Amts hatten bei der letzten Volkszählung vor der Amtsauflösung am 6. Mai 1961 eine Wohnbevölkerung von 5726 Einwohnern. Der Fortschreibung der Volkszählungsergebnisse zufolge stieg diese Zahl bis Ende 1967 auf 6132 Einwohner. Bei einer Fläche von 79,81 km² ergab sich eine durchschnittliche Bevölkerungsdichte von 77 Einwohnern pro Quadratkilometer, die weit unter dem Kreisdurchschnitt von 140 Einwohnern pro Quadratkilometer lag. Die folgende Übersicht zeigt die zehn Gemeinden mit Bevölkerungs- und Gebietsstand vom 31. Dezember 1967:
| Name           | Einwohner | Fläche in km² |
| -------------- | --------- | ------------- |
| Entrup         | 403       | 5,78          |
| Erwitzen       | 192       | 6,52          |
| Eversen        | 464       | 3,83          |
| Himmighausen   | 447       | 5,84          |
| Holzhausen     | 469       | 10,51         |
| Merlsheim      | 381       | 6,35          |
| Nieheim, Stadt | 2426      | 25,88         |
| Oeynhausen     | 560       | 6,75          |
| Schönenberg    | 60        | 1,20          |
| Sommersell     | 730       | 7,13          |
| Amt Nieheim    | 6132      | 79,81         |

Aufgrund eines Gebietsänderungsvertrages vom 1. September 1968 und § 6 des „Gesetzes zur Neugliederung des Kreises Höxter“ vom 2. Dezember 1969, das in § 8 Abs. 6 auch den Gebietsänderungsvertrag bestätigt, schlossen sich die Gemeinden des Amts zum 1. Januar 1970 zur neuen Stadt Nieheim zusammen. Das Amt Nieheim wurde aufgelöst. Rechtsnachfolgerin ist die Stadt Nieheim.

## Einwohnerentwicklung
| Jahr | Amt Nieheim-Steinheim | Quelle |
| ---- | --------------------- | ------ |
| 1864 | 6540                  | [ 11 ] |
| 1871 | 6421                  | [ 12 ] |
| 1885 | 6022                  | [ 13 ] |
| 1895 | 6267                  | [ 14 ] |
| 1910 | 6408                  | [ 15 ] |
| 1925 | 6328                  | [ 16 ] |

| Jahr | Amt Nieheim | Quelle |
| ---- | ----------- | ------ |
| 1939 | 5140        | [ 16 ] |
| 1950 | 7184        | [ 17 ] |
| 1961 | 5726        | [ 18 ] |
| 1968 | 6113        | [ 19 ] |